# Turdus philomelos
O tordo-comum, tordo-músico ou tordo-pinto (nome científico: Turdus philomelos) é uma ave pertencente ao género Turdus. Ocorre naturalmente na Europa, Norte de África, Médio Oriente e Sibéria, e foi introduzida na Austrália e Nova Zelândia durante a segunda metade do século XIX. Dependendo da latitude, pode ser residente, migratória ou parcialmente migratória, possuindo três subespécies geralmente aceites.
O tordo-comum é omnívoro, consumindo uma grande variedade de invertebrados, bagas e drupas, tendo o hábito de usar uma pedra como uma bigorna para partir a casca dos caracóis. Ambos os sexos possuem a parte superior da cabeça e do corpo castanha, contrastando com a parte inferior do corpo de cor creme ou couro com malhas negras. Os machos possuem um vasto repertório de vocalizações, que incluem distintivas frases musicais repetidas. Esta espécie nidifica em florestas, jardins e parques, construindo ninhos em forma de taça com ervas e lama em árvores e arbustos.
Apesar de se encontrar em declínio na Europa, possui uma grande área de distribuição geográfica e uma grande população global, pelo que não se considera que se encontre globalmente ameaçada. Existem numerosas referências literárias e culturais ao tordo-comum, frequentemente relacionadas com o canto melodioso dos machos.

## Taxonomia

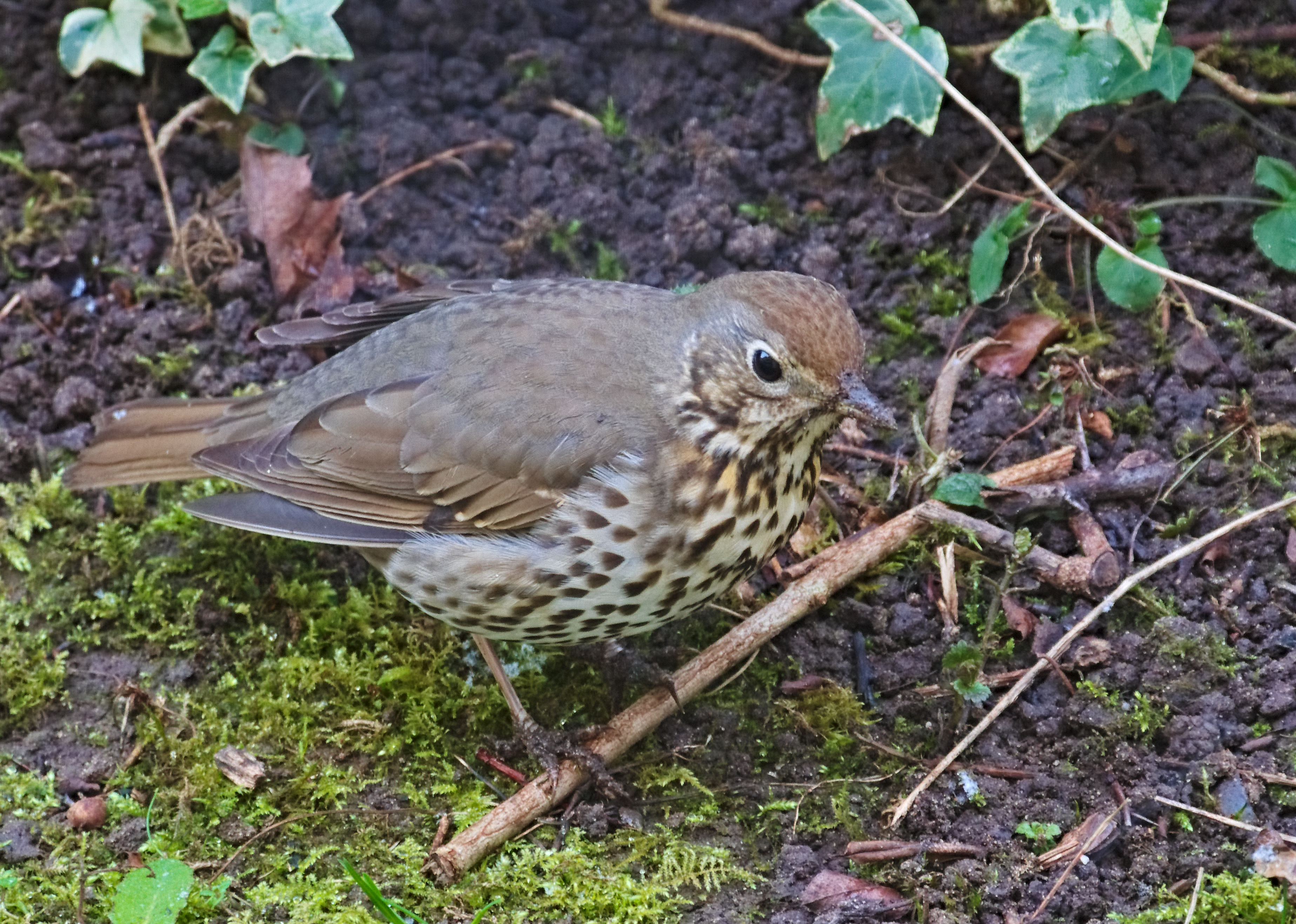
Adulto de T. p. philomelos, Mannheim, Alemanha.

O tordo-comum foi descrito em 1831 pelo ornitólogo alemão Christian Ludwig Brehm como Turdus philomelos. O nome genérico, Turdus, é uma palavra em latim, que significa 'tordo', enquanto o nome específico, philomelos, se refere ao mito de Filomela, a princesa ateniense que foi transformada num rouxinol, cujo nome deriva do grego antigo Φιλο (philo-), que significa 'amante', e μέλος (melos), que significa 'canção'.
O tordo-comum tem três subespécies aceites: a subespécie nominal T. p. philomelos, descrita pela primeira vez por Brehm em 1831, que está presente na maioria da área de distribuição geográfica da espécie na Eurásia; a T. p. hebridensis, descrita pelo ornitólogo britânico William Eagle Clarke em 1913, uma subespécie essencialmente residente encontrada nas Hébridas Exteriores e na ilha de Skye, na Escócia; e a T. p. clarkei, descrita pelo zoólogo alemão Ernst Hartert em 1909 e batizada em honra de William Eagle Clarke, uma subespécie parcialmente migratória que se reproduz no resto da Grã-Bretanha, na Irlanda, na França, na Bélgica e nos Países Baixos, e inverna no sul da França e na Península Ibérica, e foi introduzida na Austrália e na Nova Zelândia. Esta última hibridiza com a subespécie nominal na Europa Central e com a T. p. hebridensis nas Hébridas Interiores e na Escócia ocidental, e nessas áreas as aves apresentam características intermédias. Foram descritas outras subespécies, como a T. p. nataliae da Sibéria pelo ornitólogo russo Sergei Buturlin em 1929, mas não são amplamente aceites.
Um estudo molecular recente indica que os parentes mais próximos do tordo-comum são a tordoveia (Turdus viscivorus) e o Turdus mupinensis. Estas três espécies divergiram da linhagem das aves do género Turdus antes destas se terem diversificado e espalhado pelo mundo, e como tal são parentes mais afastados de outras espécies europeias do género Turdus como o melro-preto (Turdus merula).

## Características

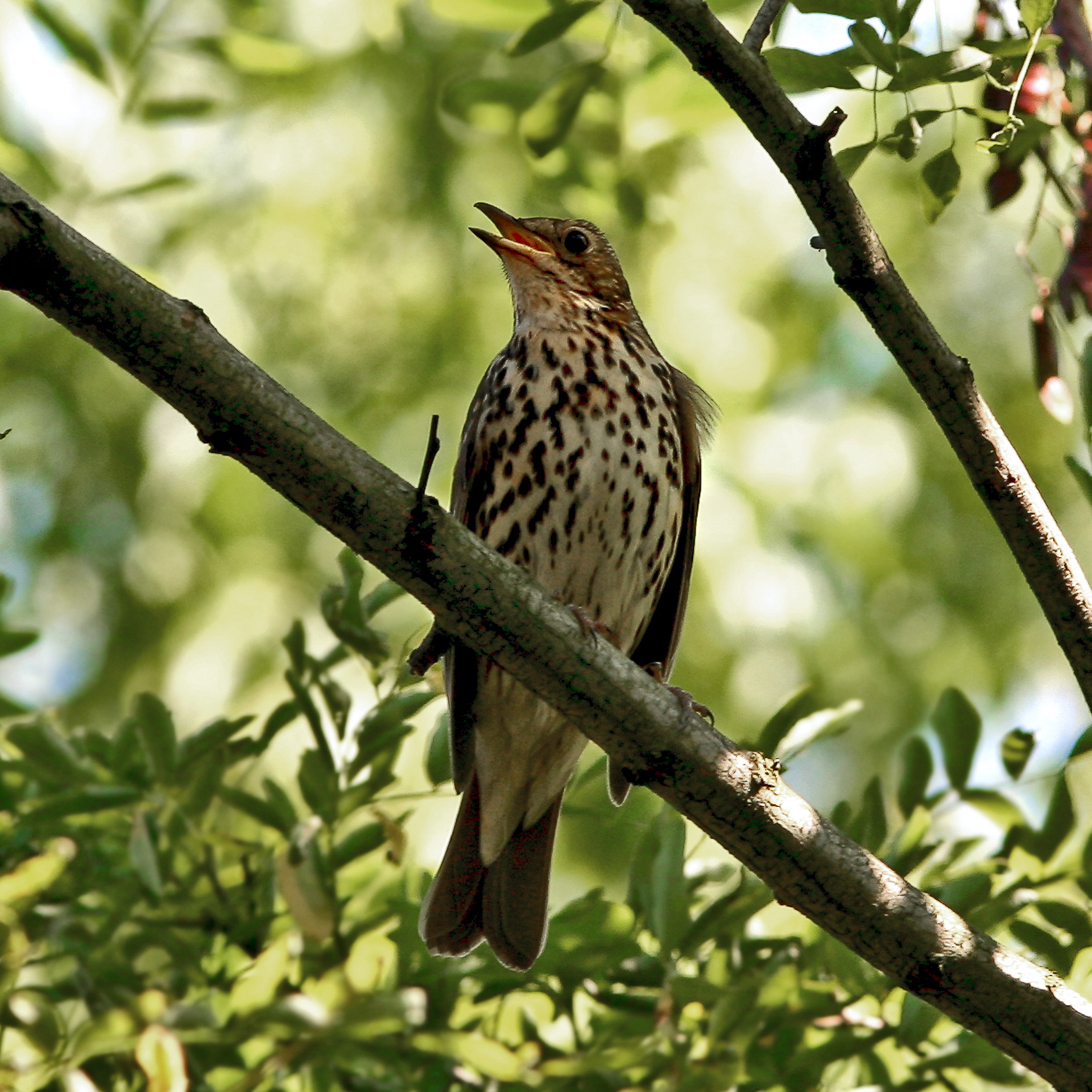
Macho adulto cantando, Países Baixos.

A subespécie nominal T. p. philomelos tem 20–23 cm de comprimento, uma envergadura de 33-36 cm e um peso de 50-107 g. Ambos os sexos são similares, com a parte superior da cabeça e do corpo castanha, contrastando com a parte inferior do corpo de cor creme ou couro com malhas negras, mais pálida na barriga. A parte inferior das asas é amarela, o bico é amarelado e as patas são cor-de-rosa. O tom das partes inferiores vai ficando progressivamente mais pálido de ocidente para oriente ao longo da sua área de reprodução, da Suécia à Sibéria. Os juvenis são semelhantes aos adultos, mas possuem listas cor-de-laranja ou couro nas costas e coberteiras nas asas. A subespécie T. p. hebridensis é a mais escura das subespécies, com a parte superior do corpo castanha-escura, uropígio acinzentado, partes inferiores cor de couro com malhas negras e flancos acinzentados. A subespécie T. p. clarkei exibe um tom de castanho mais vivo que a subespécie nominal na parte superior do corpo, uropígio tingido de verde-azeitona e partes inferiores amarelas com malhas negras.
Na Europa, a espécie de tordo mais similar ao tordo-comum é o tordo-ruivo (Turdus iliacus), mas essa espécie possui uma lista supraciliar branca, flancos vermelhos e a parte inferior das asas vermelha, enquanto a tordoveia (Turdus viscivorus) é bastante maior e possui os cantos da cauda brancos. Já o Turdus mupinensis da Ásia, embora muito similar em termos de plumagem, tem marcas negras na cara e vive fora da sua área de distribuição geográfica.

O tordo-comum possui várias vocalizações, incluindo um curto e agudo tsip, substituído durante a migração por um ténue e alto seep, semelhante ao chamado do tordo-ruivo mas mais curto, e um chook-chook de alarme, que se torna progressivamente mais curto e estridente com o aumento do perigo. O canto do macho consiste numa sonora sequência de frases musicais repetidas duas a quatro vezes, filip filip filip codidio codidio quitquiquit tittit tittit tereret tereret tereret, intercalada com notas dissonantes e imitações de vocalizações de outras espécies de aves. É dado a partir de árvores, telhados ou outros poleiros elevados, a qualquer hora do dia, normalmente entre fevereiro e junho para a subespécie T. p. hebridensis, e entre novembro e julho para as restantes subespécies. Cada macho pode ter um repertório de mais de 100 frases, muitas das quais copiadas dos seus progenitores e de aves vizinhas. As suas imitações podem incluir o som de objetos feitos pelo homem como telefones, e vocalizações de aves exóticas em cativeiro, como a marreca-piadeira (Dendrocygna viduata). Relativamente ao seu peso, o tordo-comum possui das vocalizações mais barulhentas de entre as aves.

## Habitat e migração

### Habitat

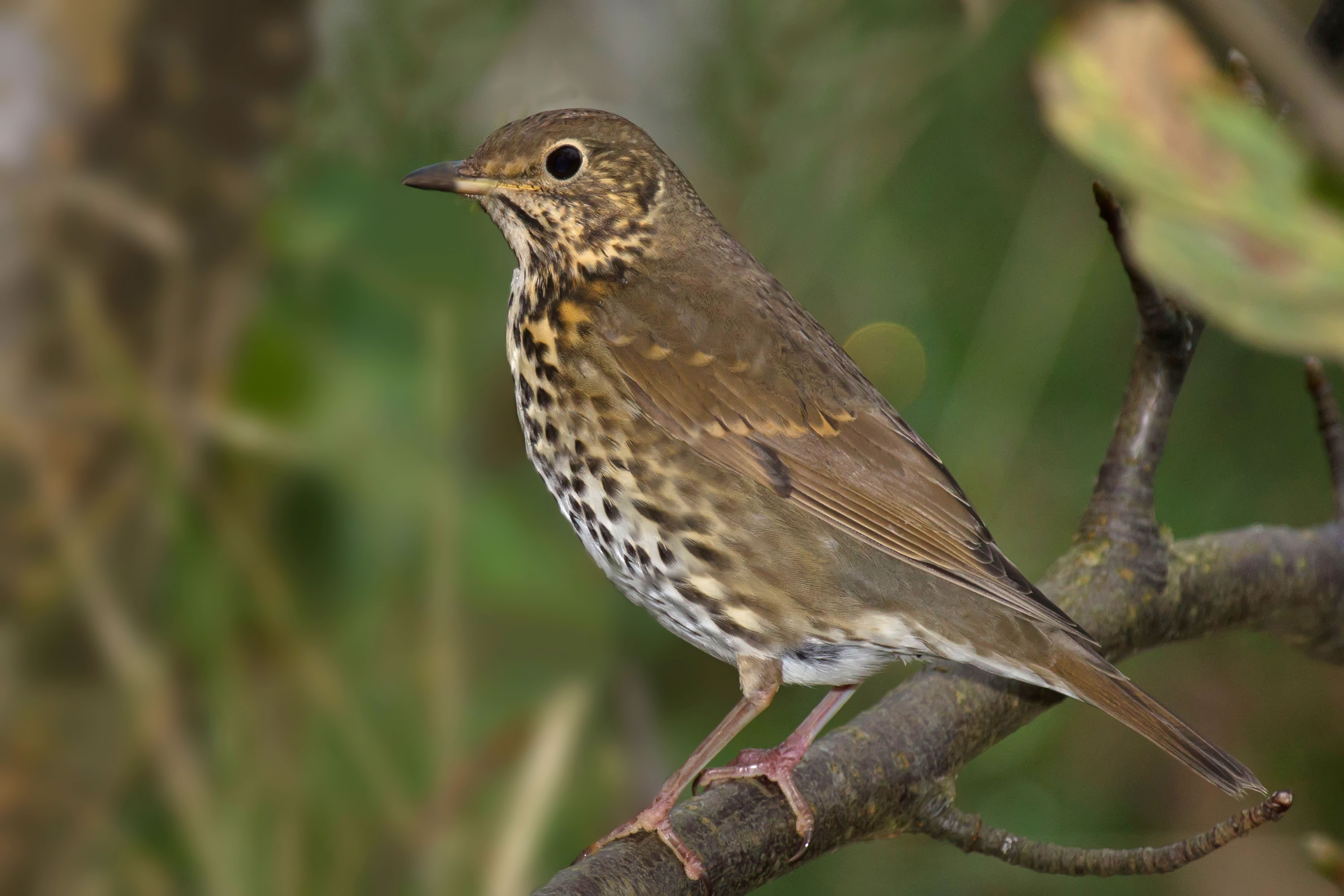
Adulto, Alemanha.

Tipicamente, o tordo-comum nidifica em florestas com bastante vegetação rasteira e zonas abertas próximas, e na Europa Ocidental usa também jardins e parques. Reproduz-se até à linha das árvores, podendo ser encontrado até aos 2 200 m na Suíça. A subespécie T. p. hebridensis nidifica em terreno mais aberto, incluindo charnecas, e a subespécie nominal está restrita ao limite das densas florestas de coníferas a oriente da sua área de distribuição geográfica. Em áreas intensamente cultivadas onde as práticas agrícolas parecem ter tornado o terreno inadequado para o efeito, os jardins são um importante local de nidificação. Em um estudo inglês, apenas 3,5% dos ninhos foram encontrados em terrenos agrícolas enquanto 71,5% foram encontrados em jardins, apesar destes últimos corresponderem a apenas 2% da área total. Os restantes 25% dos ninhos foram encontrados em zonas florestais (correspondentes a 1% da área total).
O habitat de inverno é similar ao usado para a nidificação, embora as terras altas e outros locais expostos sejam evitados; no entanto, a subespécie T. p. hebridensis frequenta a costa durante o inverno.

### Migração

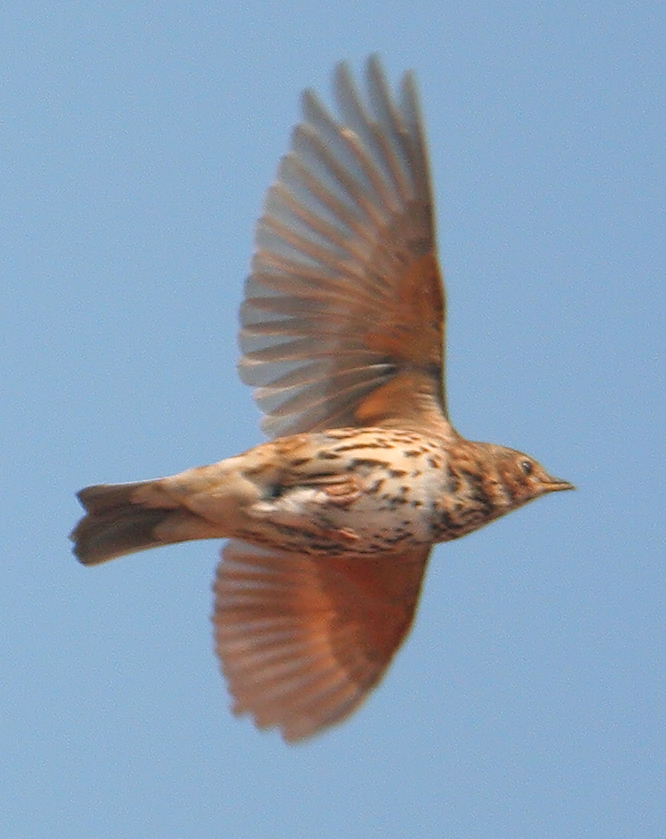
Um adulto em voo, Kent, Inglaterra.

O tordo-comum nidifica desde a Europa Ocidental (exceto na maioria da Península Ibérica e no sul da Itália e da Grécia) até à Sibéria, quase até ao lago Baikal, atingindo a latitude 75º N na Noruega mas apenas 60° N na Sibéria, e foi introduzido na Austrália e Nova Zelândia. As aves da Escandinávia, Europa Oriental e Rússia invernam mais a sul, ao redor do Mediterrâneo, no Norte de África e no Médio Oriente, mas apenas algumas das aves da zona mais temperada a ocidente da zona de distribuição geográfica abandonam as suas zonas de nidificação. Ao contrário dos mais nómadas tordo-zornal (Turdus pilaris) e tordo-ruivo (Turdus iliacus), o tordo-comum tende a regressar regularmente aos mesmos locais para invernar.
Normalmente esta espécie não é gregária, mas várias aves podem repousar em conjunto durante o inverno ou associar-se livremente em grupos dispersos em locais de alimentação apropriados, por vezes com outros turdídeos como o melro-preto (Turdus merula), o tordo-zornal (Turdus pilaris), o tordo-ruivo (Turdus iliacus) e o Turdus ruficollis.
Durante a migração viaja sobretudo de noite e em bandos soltos, com um voo forte e direto, emitindo frequentemente chamados para manter o contacto. O tordo-comum é uma ave migratória que se movimenta numa frente larga, o que significa que as rotas de migração das aves não afunilam nas zonas de travessia mais curta do mar, como os estreitos de Gibraltar e do Bósforo, mas cruzam todo o Mediterrâneo. A migração pode começar a partir de agosto nas zonas mais setentrionais e orientais da sua zona de nidificação, mas a maioria das aves, com distâncias menores a percorrer, ruma a sul entre setembro e meados de dezembro. No entanto, condições atmosféricas adversas podem forçar movimentações adicionais. O regresso às zonas de nidificação varia entre meados de fevereiro (ao redor do Mediterrâneo) e maio (norte da Suécia e Sibéria central).

Como seria de esperar para uma espécie migratória tão amplamente distribuída, já foi observada fora da sua área de distribuição habitual na Eurásia, como na Gronelândia, em várias ilhas atlânticas e na África Ocidental.

## Comportamento

### Alimentação
O tordo-comum é omnívoro, consumindo uma grande variedade de invertebrados, especialmente minhocas e caracóis, assim como bagas e drupas. Tal como o seu parente, o melro-preto (Turdus merula), caça principalmente com a visão, corre aos trancos e barrancos enquanto caça em terreno aberto, e revira folhas em decomposição de forma barulhenta e demonstrativa em busca de alimento. Os caracóis são particularmente importantes quando a seca ou condições atmosféricas adversas tornam outros tipos de alimento difíceis de encontrar. O tordo-comum usa frequentemente pedras como uma bigorna para partir a casca dos caracóis antes de extrair o seu corpo mole e invariavelmente esfregá-lo no chão antes do consumir. Aves jovens inicialmente agitam objetos e brincam com eles até aprenderem a usar pedras como instrumentos para partir a casca dos caracóis.
A espécie de caracol Cepaea nemoralis é regularmente consumida pelo tordo-comum, e foi sugerido que os padrões polimórficos da sua casca são uma resposta evolutiva para reduzir a predação por parte desta espécie; no entanto, o tordo-comum pode não ter sido a única força de seleção envolvida.
Tal como outros melros e tordos, esta espécie regurgita pequenas bolas contendo as sementes após a partes moles terem sido digeridas.

### Reprodução

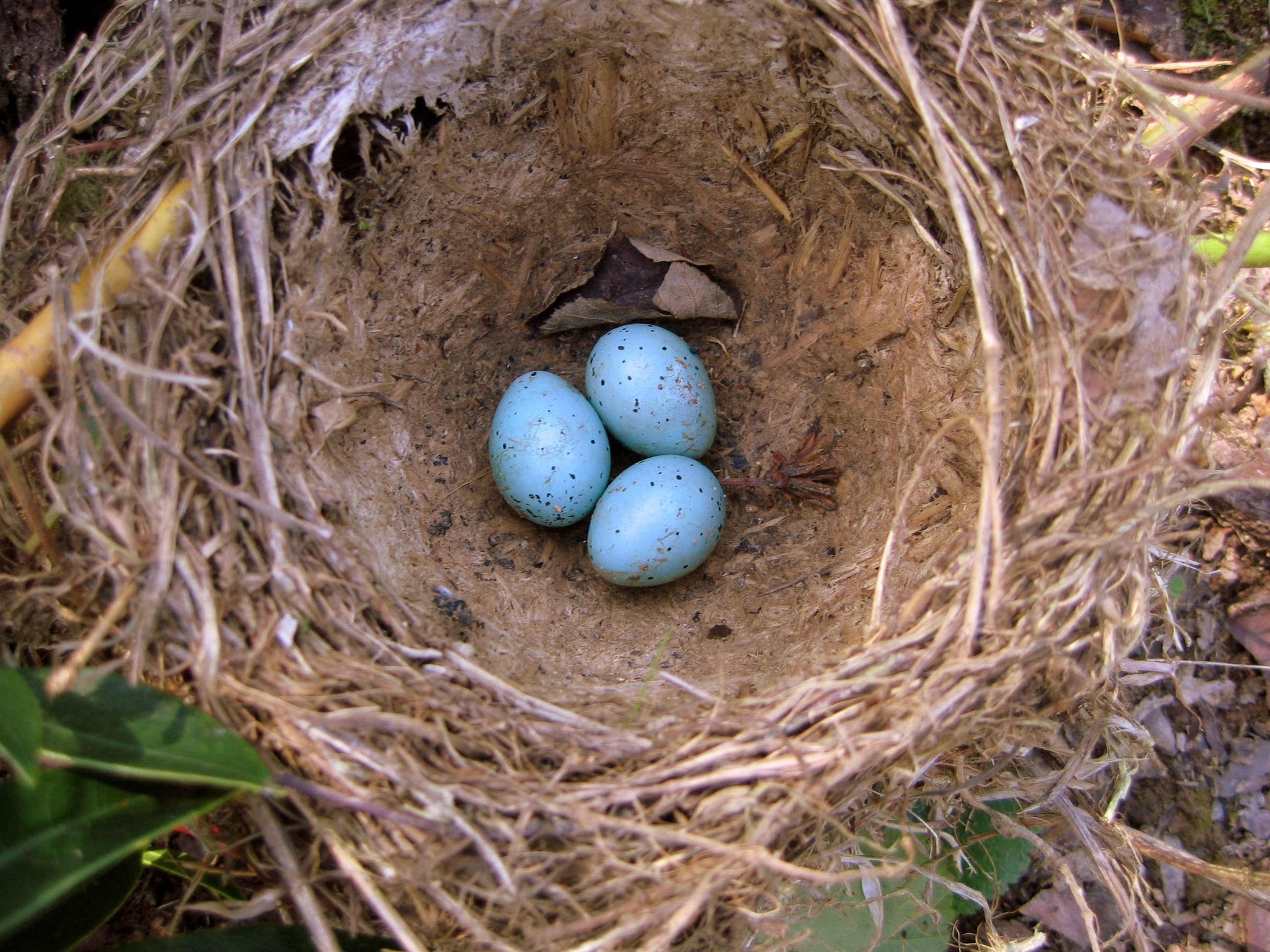
Ninho com três ovos, Bretanha, França.

O tordo-comum é uma espécie territorial monogâmica, e nas áreas em que é migratório os machos reestabelecem o seu território nos locais de nidificação logo que regressam. Em zonas mais temperadas algumas aves são residentes, com os machos a permanecer no seu território durante o inverno, cantando intermitentemente, enquanto as fêmeas podem estabelecer um território separado até à formação dos pares no início da primavera. A parada nupcial incluí o canto e algumas exibições de corte por parte do macho, que se aproxima da fêmea com a cauda aberta e achatada no chão, e a cabeça inclinada para trás com o bico aberto.
A fêmea constrói sozinha o ninho em forma de taça com lama e ervas secas, geralmente forrado com radículas e erva coladas com saliva, num arbusto, árvore, trepadeira ou, no caso da subespécie T. p. hebridensis, no chão. O macho canta por perto enquanto a fêmea constrói o ninho, mas não participa na construção. Cada postura possui habitualmente quatro ou cinco ovos brilhantes de cor azul, salpicados com pequenas manchas negras ou roxas. Os ovos têm um tamanho médio de 2,7 x 2,0 cm e um peso médio de 6,0 g, dos quais 6% correspondem à casca. A incubação é feita unicamente pela fêmea e dura geralmente de 10 a 17 dias. As crias recém-eclodidas são altriciais, necessitando de 12 a 15 dias (em média 14,0) para abandonar o ninho, com ambos os progenitores a participar na sua alimentação. As crias são sobretudo alimentadas com minhocas, lesmas, caracóis e larvas de insetos, embora fruta também possa fazer parte da dieta, sobretudo quando tempo seco limita a disponibilidade de minhocas.

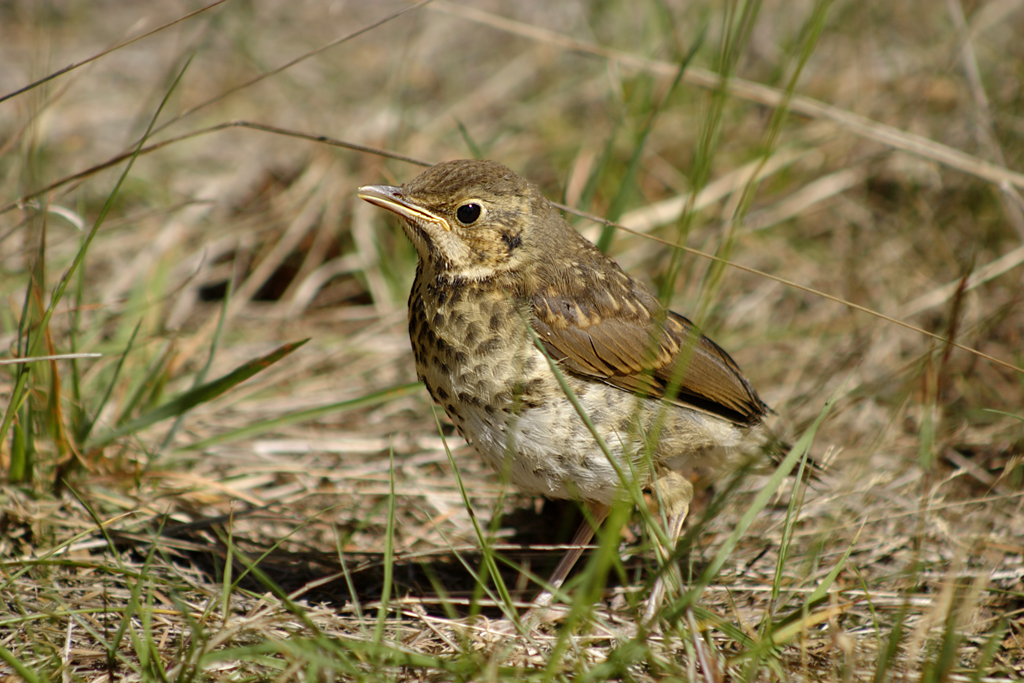
Cria de T. p. philomelos, Nova Zelândia.

As crias não sabem voar quando abandonam o ninho, rastejando/saltando para fora deste e batendo as asas até chegar ao solo, e procurando cobertura na vegetação próxima. Se o ninho for perturbado, podem abandoná-lo nove dias apenas após a eclosão, uma importante adaptação contra eventuais predadores. Os progenitores continuam a alimentar e a proteger os juvenis durante mais duas ou três semanas após estes abandonarem o ninho. Se a fêmea começar a construir outro ninho, o macho alimentará os juvenis sozinho. Durante esse período eles aprendem a escolher os seus alimentos, e uma semana após abandonarem o ninho já são capazes de voar. Ao fim de três semanas os juvenis são independentes, atingindo o estado adulto ao fim de ano de vida.

A época de nidificação é longa, estendendo-se de março a agosto, normalmente com duas ou três ninhadas num ano, apesar de apenas uma poder ser criada no norte da zona de distribuição geográfica. O mesmo ninho pode ser utilizado para várias ninhadas. A perda de ovos durante a incubação e a taxa de mortalidade entre as crias são consideráveis, pelo que apenas são produzidos juvenis em um terço das ninhadas. A taxa de sobrevivência entre os juvenis é de 46,3% durante o primeiro ano de vida e de 56,3% para os adultos. Embora haja registos de indivíduos com mais de 13 anos de idade, a esperança média de vida de um tordo-comum adulto é de 3 anos.

## Ameaças naturais

### Predadores
Os principais predadores dos adultos desta espécie são o gato doméstico (Felis silvestris catus), o mocho-galego (Athene noctua) e o gavião-da-europa (Accipiter nisus), e a pega-rabilonga (Pica pica), o gaio-comum (Garrulus glandarius) e o esquilo-cinzento (Sciurus carolinensis) caçam tanto os seus ovos como as crias.

### Parasitas

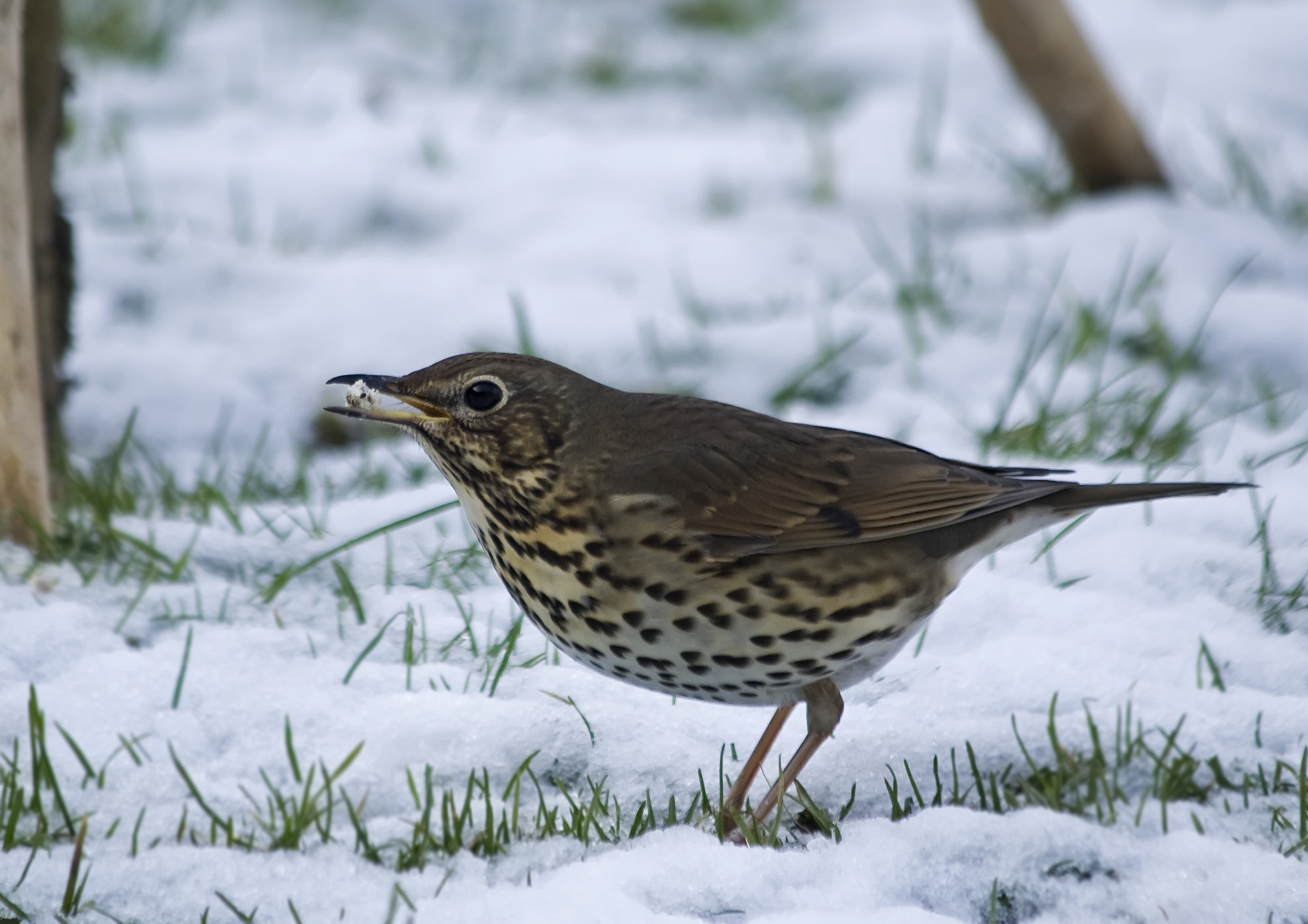
Um adulto procurando alimento, Reino Unido.

Tal como acontece com outros pássaros, os parasitas são comuns nesta espécie, incluindo endoparasitas como o nemátodo Splendidofilaria (Avifilaria) mavis, cujo nome específico deriva do tordo-comum, os tremátodos Echinostoma revolutum e Plagiorchis multiglandularis e o acantocéfalo Plagiorhynchus (Prosthorhynchus) cylindraceus. Um estudo russo mostra que todos os tordos-zornais (Turdus pilaris), tordos-ruivos (Turdus iliacus) e tordos-comuns testados possuíam hematozoários, particularmente dos géneros Haemoproteus e Trypanosoma. Um estudo soviético revelou ainda que é frequente os tordos-comuns estarem infestados com carraças do género Ixodes, que podem transmitir vírus e bactérias patogénicas incluindo a encefalite transmitida por carraças em zonas florestais da Europa Central e Oriental e da Rússia, e mais amplamente por bactérias do género Borrelia. Algumas espécies do género Borrelia podem transmitir a doença de Lyme, e aves que passam muito do seu tempo em busca de alimento no solo, como o tordo-comum, podem servir de reservatório para a doença. As larvas da espécie de insecto díptero Fannia nidica estão associadas aos ninhos de tordos.

Ocasionalmente, esta espécie é alvo de parasitismo de ninhada por parte de cucos como o cuco-canoro (Cuculus canorus), mas isso não é significativo pois o tordo-comum é capaz de reconhecer os ovos não miméticos dessa espécie parasita. No entanto, o tordo-comum não demonstra perante os cucos adultos a mesma agressividade que o seu parente, o melro-preto (Turdus merula). Um estudo neozelandês revelou que os tordos-comuns introduzidos durante a década de 1860 na Nova Zelândia, onde não os cucos não ocorrem, continuam a rejeitar os seus ovos não miméticos.

## Estado de conservação

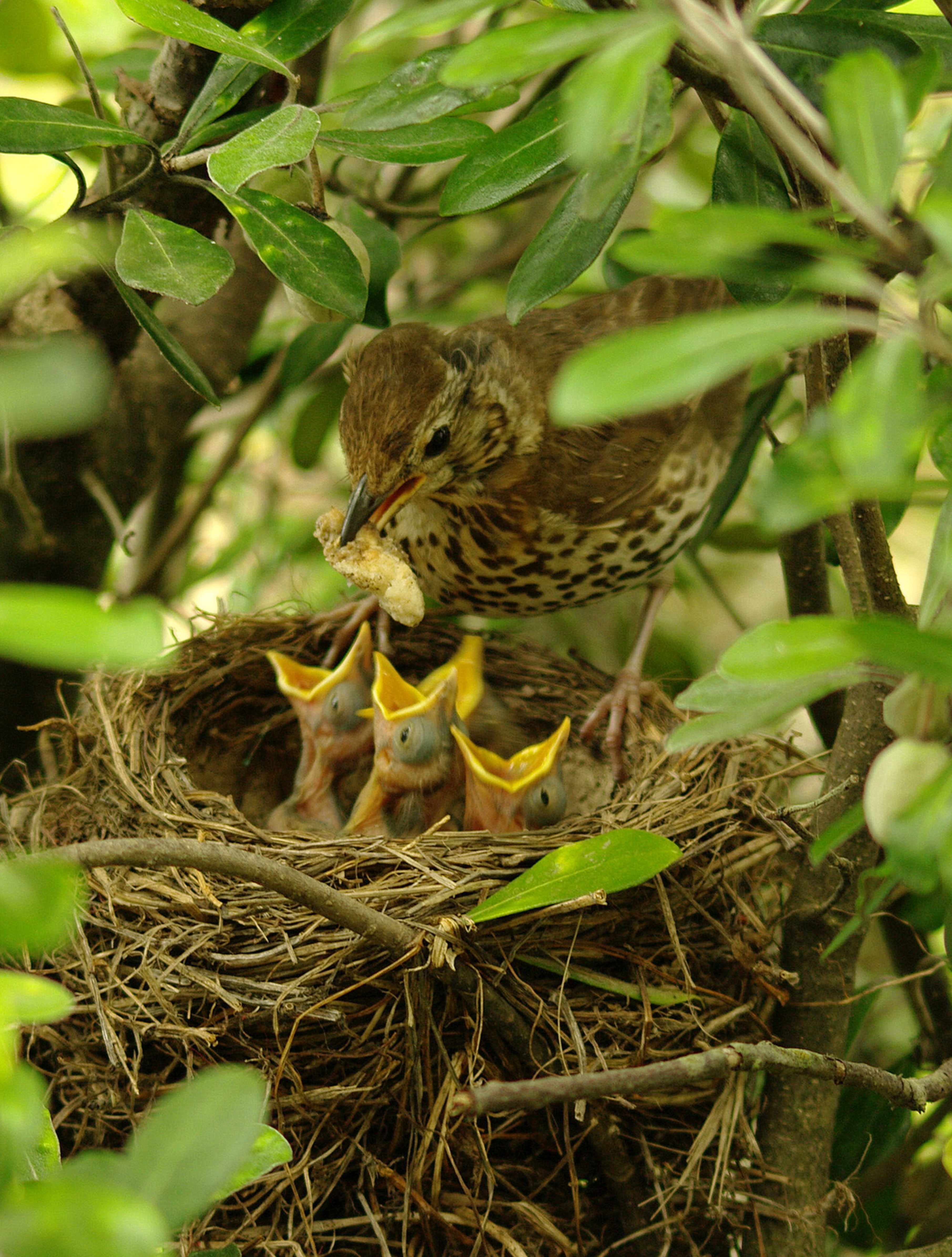
Adulto de T. p. philomelos alimentando as suas crias, Nova Zelândia.

O tordo-comum tem uma área de distribuição geográfica estimada de 5,8 milhões de km², e possui uma população global estimada de 81,1–216 milhões de indivíduos, incluindo mais de 20–36 milhões de pares na Europa. Existem evidências de que as populações do paleártico ocidental registam uma tendência moderadamente decrescente desde a década de 1980. No entanto, não se considera que a espécie se encontre em declínio segundo os critérios definidos pela União Internacional para a Conservação da Natureza e dos Recursos Naturais (IUCN). Por esses motivos, foi avaliada como Pouco preocupante na Lista Vermelha da IUCN de 2012, e não tem estatuto especial ao abrigo da Convenção sobre o Comércio Internacional das Espécies da Fauna e da Flora Silvestres Ameaçadas de Extinção (CITES), que regula o comércio internacional de espécimes de plantas e animais selvagens. No entanto, registaram-se declínios locais acentuados (>50%) no Reino Unido e nos Países Baixos, pelo que nesses países o seu estado de conservação está avaliado como Vermelho (nível elevado de preocupação). Em Portugal, a população residente está classificada como Quase ameaçada, enquanto a população visitante está classificada como Pouco preocupante.
O declínio ocorreu especialmente em zonas agrícolas (73% desde meados da década de 1970), possivelmente devido a mudanças nas políticas agrárias durante as últimas décadas. As razões precisas para o declínio são desconhecidas, mas podem estar relacionadas com a remoção de sebes, a mudança de sementeiras da primavera para o outono e o aumento do uso de pesticidas, que poderão ter provocando a diminuição do número de locais para os ninhos e da disponibilidade de alimento. Nos jardins, o uso de veneno para controlar as lesmas e os caracóis pode representar uma ameaça, e em zonas urbanas alguns tordos-comuns são atropelados enquanto usam a superfície dura das estradas para partir a casca dos caracóis.

### Espécie introduzida

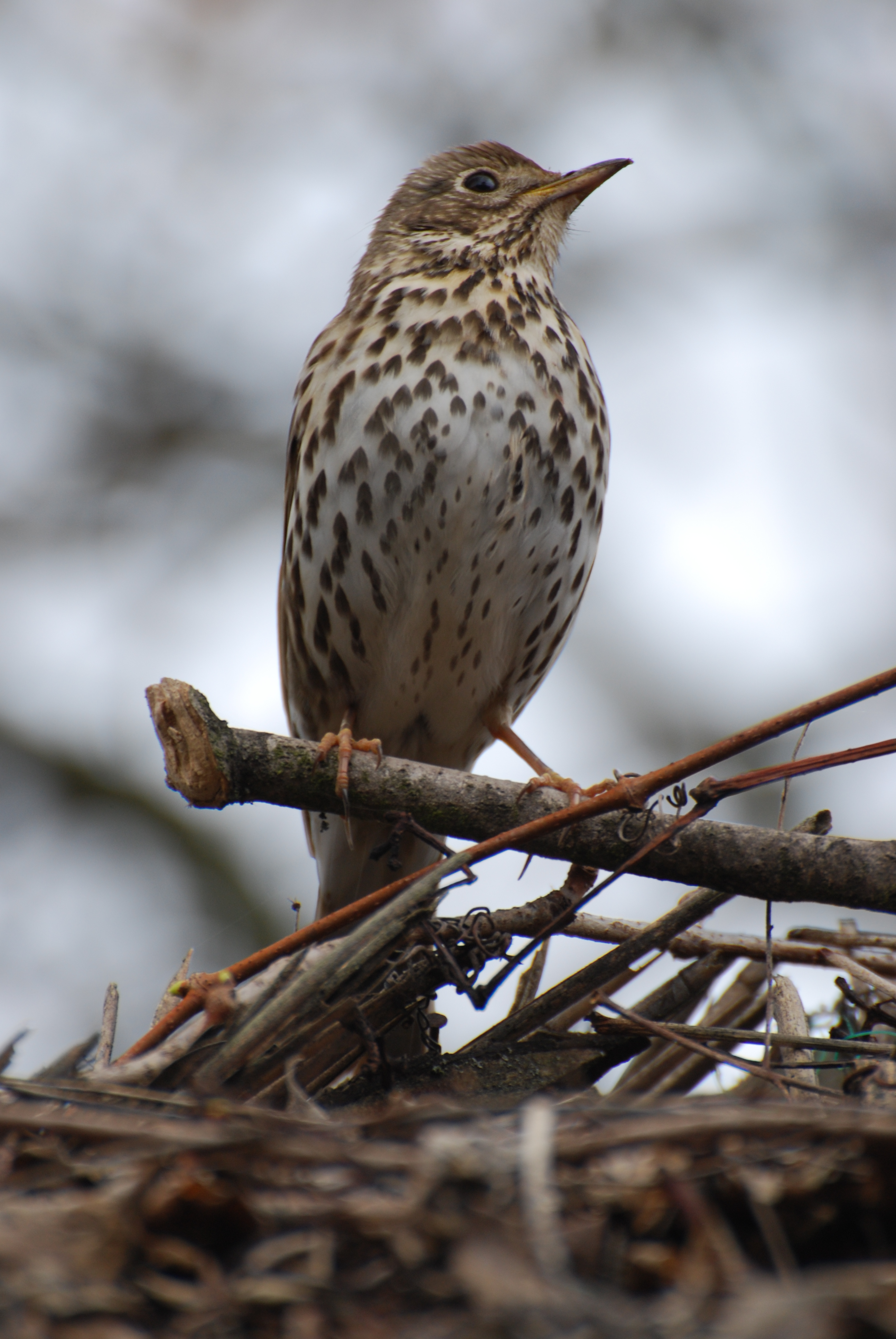
Adulto de T. p. philomelos, República Checa.

O tordo-comum foi introduzido na Austrália em Melbourne em 1863 por motivos puramente sentimentais, mas não se expandiu muito para além dos locais onde foi originalmente libertado, permanecendo limitado às zonas urbanas de Melbourne e Geelong. Na Nova Zelândia, foi igualmente introduzido por motivos puramente sentimentais entre 1865 e 1867, tendo-se expandido a todo o país, incluindo as ilhas Chatham, Kermadec e Auckland. Parece existir um efeito prejudicial limitado em algumas espécies de invertebrados devido à predação por parte de espécies de aves introduzidas, e o tordo-comum também provoca danos à indústria frutícola. Sendo uma espécie introduzida, não é legalmente protegida nesse país, podendo ser abatida em qualquer altura.

### Caça
Na União Europeia, a caça ao tordo-comum é regulamentada pela Diretiva 79/409/CEE do Conselho, de 2 de abril de 1979, relativa à conservação das aves selvagens, sendo permitida em diversos países incluindo a França, a Espanha e Portugal. Em França, o Office National de la Chasse et de la Faune Sauvage (Gabinete Oficial da Caça e da Fauna Selvagem) estima que entre 1998 e 1999 tenham sido abatidas cerca de 4 538 000 tordos de todas as espécies em todo o país. O tordo-comum pode ser caçado a tiro ou capturado vivo com uma varinha enviscada (pequeno ramo revestido com cola) para servir de chamariz. Este último método, utilizado nos departamentos dos Alpes da Alta Provença, Alpes Marítimos, Bocas do Ródano, Var e Vaucluse, é regulamentado por decreto ministerial e sujeito a autorização por parte da prefeitura. Na Espanha, esta espécie é normalmente capturada durante a migração, frequentemente usando um método conhecido localmente como parany, que consiste numa teia de galhos revestidos com cola montada numa árvore, para a qual as aves são atraídas usando chamarizes. Em 9 de dezembro de 2004, o Tribunal de Justiça da União Europeia condenou o estado espanhol por permitir a caça aos tordos com parany na Comunidade Valenciana, por considerar que esse método de captura não é seletivo e pode causar o desaparecimento local de alguma espécie de ave, e que como tal desrespeita os artigos 8(1) e 9(1)a da Diretiva 79/409/CEE do Conselho. Em Portugal, entre 2009 e 2011 terá sido a espécie cinegética mais caçada, com mais de dois milhões de aves abatidas, segundo dados da Autoridade Florestal Nacional. Esta ave é uma das espécies que mais receitas geram em Portugal, atraindo 105 000 caçadores, incluindo estrangeiros, sendo que 75% dos caçadores portugueses praticam a sua caça. Em 2010, a Federação Portuguesa de Caçadores anunciou que iria iniciar um estudo tendente a descobrir a causa do desaparecimento desta ave em Portugal. Após serem caçados, cada ave é vendida nos restaurantes a valores entre 2,5 e 3,5 €. Ainda assim, acredita-se que a caça não tenha sido um fator importante no declínio desta espécie em algumas partes da sua zona de distribuição geográfica.

## Na cultura e na literatura

### Na cultura

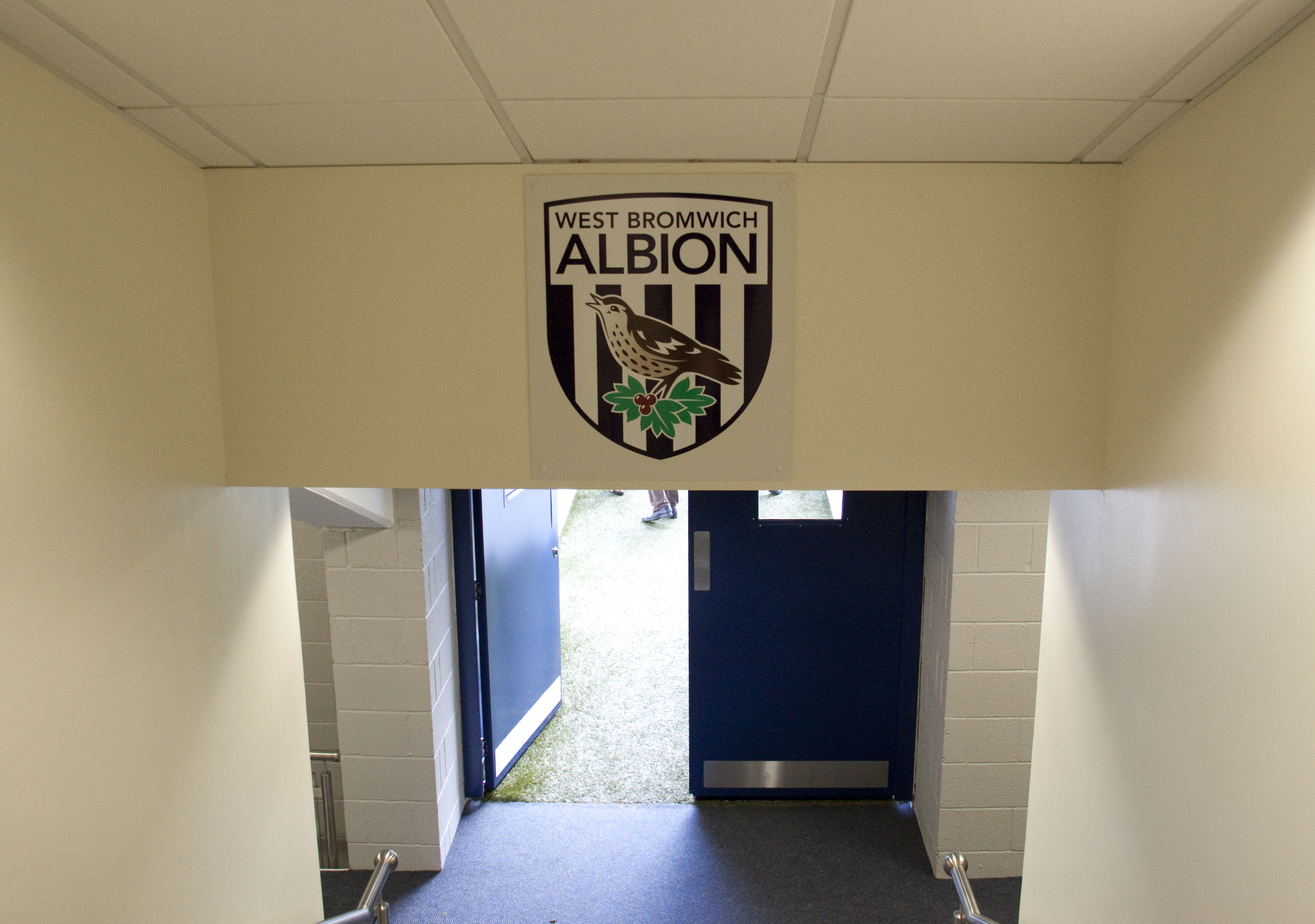
Porta de acesso ao relvado do The Hawthorns, com o emblema do West Bromwich Albion FC.

Na heráldica, o tordo-comum é muitas vezes usado como símbolo pelos amantes da música devido ao seu amplo reportório musical, e também pode representar a concórdia. Esta espécie já surgiu ainda representada em selos postais de países como a Bélgica, a Irlanda, a Nova Zelândia, o Reino Unido e a Rússia. O tordo-comum é o emblema do West Bromwich Albion Football Club, tendo sido escolhido porque o pub em que a equipa costumava trocar de roupa para os jogos mantinha um numa gaiola como animal de estimação. Essa é igualmente a origem da antiga alcunha do clube, The Throstles ("Os Tordos").

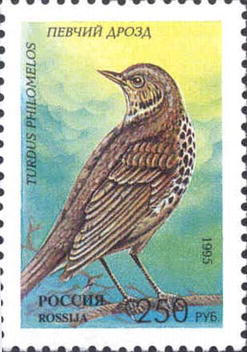
Turdus philomelos num selo da Rússia.

Os tordos vêm sendo capturados a fim de servir como complemento à dieta há pelo menos 12 000 anos, e atualmente entram na composição de uma especialidade da cozinha portuguesa da região de Trás-os-Montes e Alto Douro, a 'Fritada dos passarinheiros'. Uma das mais antigas referências a essa prática pode ser encontrada na Odisseia de Homero: "Qual, entrando pombas ou tordos num vergel, da moita em rede caem de estendidas asas, triste poleiro e cama; assim, por ordem elas em laços, curto esperneando. Cessam de palpitar estranguladas." Pelo menos desde o século XIX o tordo-comum vem também sendo capturado vivo por forma a ser mantido em gaiolas como animal de estimação por causa do seu canto melodioso. Tal como a caça, não existem existências concretas de que a captura de aves para a avicultura tenha um impacto significativo nas populações selvagens.

Uma canção infantil alemã intitulada Ein Vogel wollte Hochzeit machen (lit. Uma ave queria casar-se) conta a história do casamento entre um melro-preto e um tordo, e dada a sua proximidade ao homem existem numerosas referências ao tordo-comum em ditados populares portugueses, tais como: "Quando o teu vizinho matar um porco, mata tu também nem que seja um tordo." e "Cair que nem tordos." (os tordos voam em bandos durante a época da migração, pelo que os caçadores facilmente matam vários com apenas um tiro de caçadeira).

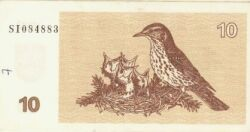
Turdus philomelos numa nota de.

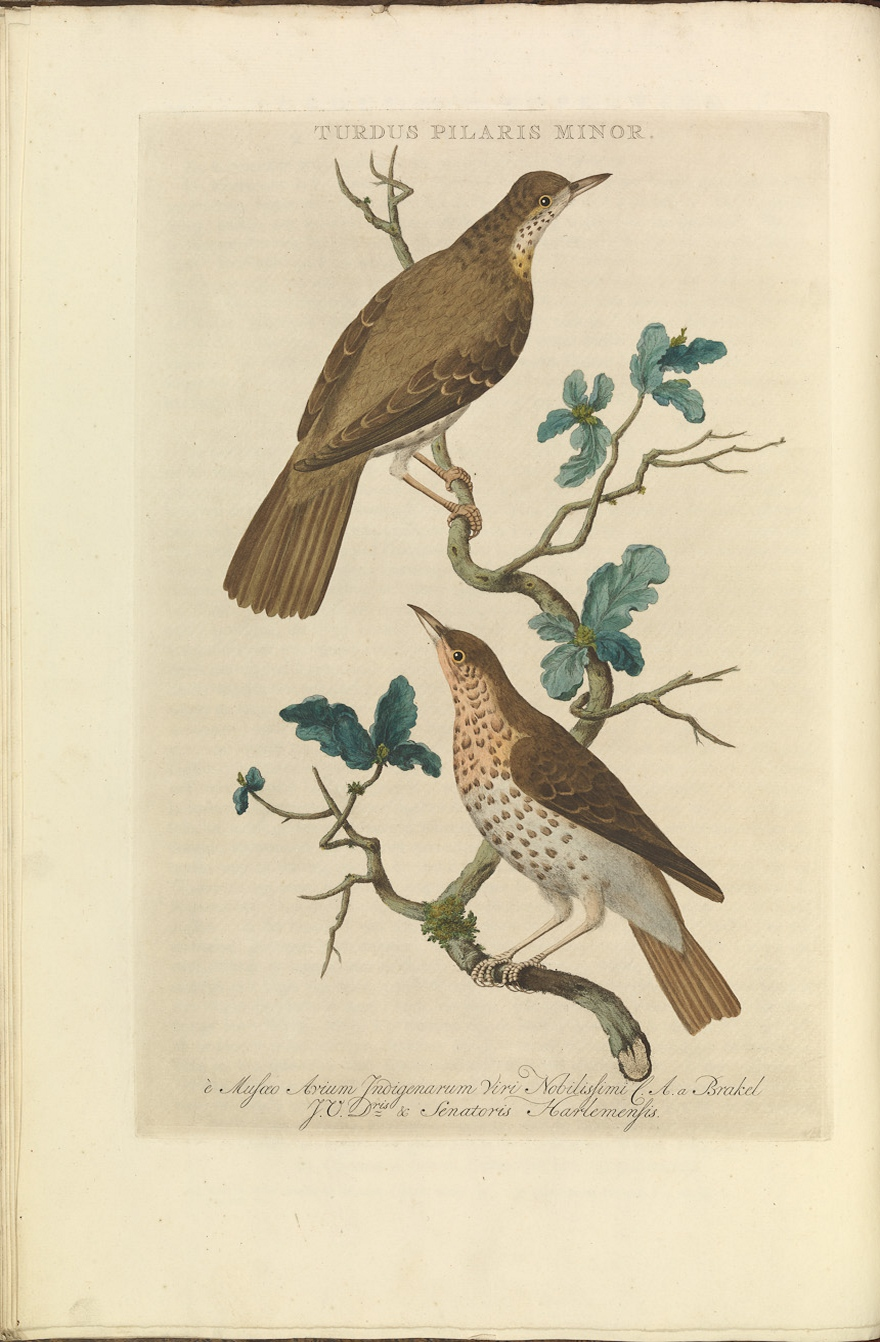
Turdus philomelos in Nederlandsche Vogelen (1770)

### Na literatura
O distinto canto do tordo-comum, com frases melódicas repetidas duas ou mais vezes, é descrito pelo poeta britânico Robert Browning no seu poema Home Thoughts, from Abroad:
"That's the wise thrush; he sings each song twice over,

Lest you should think he never could recapture

The first fine careless rapture!"
O canto do tordo-comum também inspirou o poeta britânico Thomas Hardy, que fala em Darkling Thrush do seu "canto vespertino de coração cheio/de alegria ilimitada", mas o poeta britânico Ted Hughes concentrou-se na sua destreza como caçador no seu poema Thrushes: "Nada além de saltar e/apunhalar/e um segundo devorador". O poeta galês Edward Thomas escreveu 15 poemas sobre melros ou tordos, incluindo The Thrush:
"I hear the thrush, and I see

Him alone at the end of the lane

Near the bare poplar's tip,

Singing continuously."
Em The Tables Turned, o poeta romântico William Wordsworth faz referência ao tordo-comum, escrevendo:
"Hark, how blithe the throstle sings

And he is no mean preacher

Come forth into the light of things

Let Nature be your teacher."
O poeta e dramaturgo T. S. Eliot usa o tordo como metafora para os desvios e más decisões da vida no início do primeiro dos Quatro Quartetos:
"Shall we follow? Quick, said the bird, find them, find them,

Round the corner. Through the first gate,

Into our first world, shall we follow

The deception of the thrush? Into our first world."
Na saga Jogos Vorazes, o tordo é utilizado como símbolo da liberdade pela população de Panem - país fictício da trama.